# كوملافي لوجلو
كوملافي لوجلو (بالفرنسية: Komlavi Loglo)‏ مواليد 30 ديسمبر 1984 في توغو، هو لاعب كرة مضرب توغولي بدأ مسيرته كمحترف سنة 2003 يلعب باليد اليمنى. أعلى تصنيف له في الفردي كان المركز الـ 316 في سنة 2007. شارك في دورة الألعاب الأولمبية الصيفية.

## روابط خارجية
- كوملافي لوجلو على موقع رابطة محترفي التنس (الإنجليزية)
- كوملافي لوجلو على موقع الاتحاد الدولي لكرة المضرب (الإنجليزية)
- كوملافي لوجلو على موقع كأس ديفيز (الإنجليزية)
- كوملافي لوجلو على موقع خلاصة التنس.كوم (الإنجليزية)
- كوملافي لوجلو على موقع أوليمبيديا (الإنجليزية)